# Raimondo II di Pallars
Raimondo II di Pallars (Ramón in spagnolo, Ramon in catalano e Raymond in francese; verso la metà del secolo X – 995 circa) fu Conte di Pallars dal 953 alla sua morte.

## Origine
Raimondo, secondo il El Monestir de Santa Maria de Gerri (segles XI-XV) Collecció Diplomática, II (non consultato) era figlio primogenito del Conte di Pallars, Lupo I e di Gotruda di Cerdanya, figlia del Conte di Cerdanya di Conflent e di Besalú Miró II, come conferma lo storico catalano, Pròsper de Bofarull i Mascaró.

Secondo il Codice di Roda, Lupo I di Pallars era il figlio quartogenito del Conte di Ribagorza e di Pallars, Raimondo I e di Ginigenta, che ancora secondo il Codice di Roda, era figlia d’Asnar Dató, discendente dai conti di Bigorre; secondo la España sagrada. 46, Lupo era figlio di un conte Borrell (Borrell I di Barcellona).

## Biografia
Suo padre, Lupo I, morì verso il 950, comunque prima del 953, anno in cui il fratello di Lupo I e zio di Raimondo, Isarno I (Isarnus gratia Dei comes Paliarensis et marchio), come ci viene confermato dal documento n° 95 della Histoire générale de Languedoc : avec des notes et les pièces justificatives, T. 5, fece testamento in cui dispose lasciti per il fratello vescovo, Atone, per la figlia, Ermengarda, citando la moglie col nome di Sinegunde (Sinegentis comtissæ), senza citare Lupo.

Alla morte di suo zio, Isarno, probabilmente in quello stesso 953, dato che il figlio di Isarno, Guglielmo I, associato al governo della contea, era premorto al padre (non venne citato nel testamento di Isarno) Raimondo gli succedettero assieme ai due fratelli Borrell I e Suniario I, sotto la tutela e reggenza della madre, Gotruda di Cerdanya, in quanto, secondo il Codice di Roda, erano ancora molto giovani.

La madre, Gotruda, tenne la reggenza per circa dieci anni.
Dopodiché i tre fratelli governarono insieme, sebbene Raimondo II, che era il maggiore, esercitasse una sorta di primato sui fratelli.
Tutti e tre i fratelli furono esecutori testamentari del loro cugino, il conte Borrell II di Barcellona.
Raimondo II fece donazioni al Monasterio de San Saturnino de Tabérnolas, al Monasterio de Santa María de Gerri, al Monasterio de Sant Pere de les Maleses e alla chiesa di Sant Vicenç de Saurí a Sort. Esistono diversi documenti che confermano le donazioni: i n° 199, 237, 262 e 269 del CATALUNYA CAROLINGIA VOLUME II (non consultati) e quelli alle pagine n° 430, 433 e 436 delle Noticias y documentos históricos del condado de Ribagorza hasta la muerte de Sancho Garcés III (Año 1035) (non consultate).
Vi sono inoltre documenti che confermano che Raimondo II amministrò la giustizia tra il 969 ed il 995, anno in cui probabilmente Raimondo II morì e, dato che in quello stesso anno era morto anche il fratello, Borrell I, il terzo fratello, Suniario I governò la contea.

## Matrimonio e discendenza
Raimondo aveva sposato Mayor, di cui non si conoscono gli ascendenti; il documento n° 131 della Histoire générale de Languedoc : avec des notes et les pièces justificatives, T. 5, inerente ad una donazione al Monasterio de Santa María de Gerri fatta da Raimondo ci conferma che la moglie era Mayor (Ragimundus gratia Domini comes et coniux mea Major comitissa).

Lupo da Gotruda ebbe alcuni figli di cui non conosciamo i nomi e che premorirono al padre, menzionati nel documento 269 del CATALUNYA CAROLINGIA VOLUME II (non consultati):

### Fonti primarie
- (LA)  (ES)  #ES Textos-navarros-codice-roda.pd.
- (LA)  Histoire générale de Languedoc : avec des notes et les pièces justificatives, T. 5.
- (LA)  España sagrada. 46.

### Letteratura storiografica
- (ES)  Bofarull i Mascaró, Los condes de Barcelona vindicados, Tome I,.
- (EN) The Development of Southern French and Catalan Society, 718-1050, su libro.uca.edu.